# November

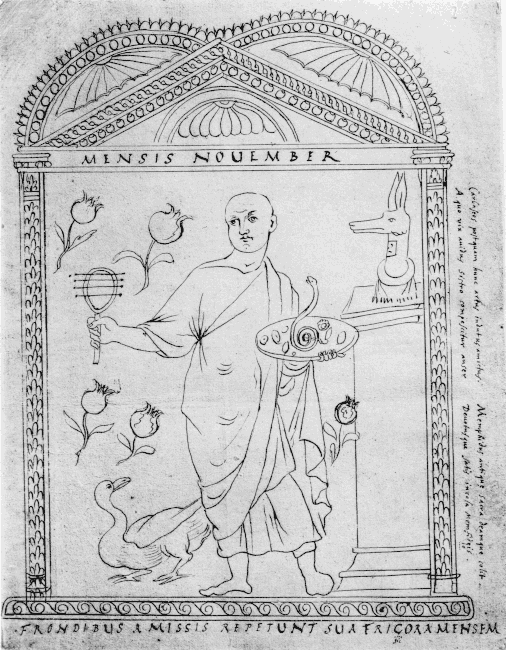
Der Monat November im Chronograph von 354 des spätantiken Kalligraphen Filocalus.

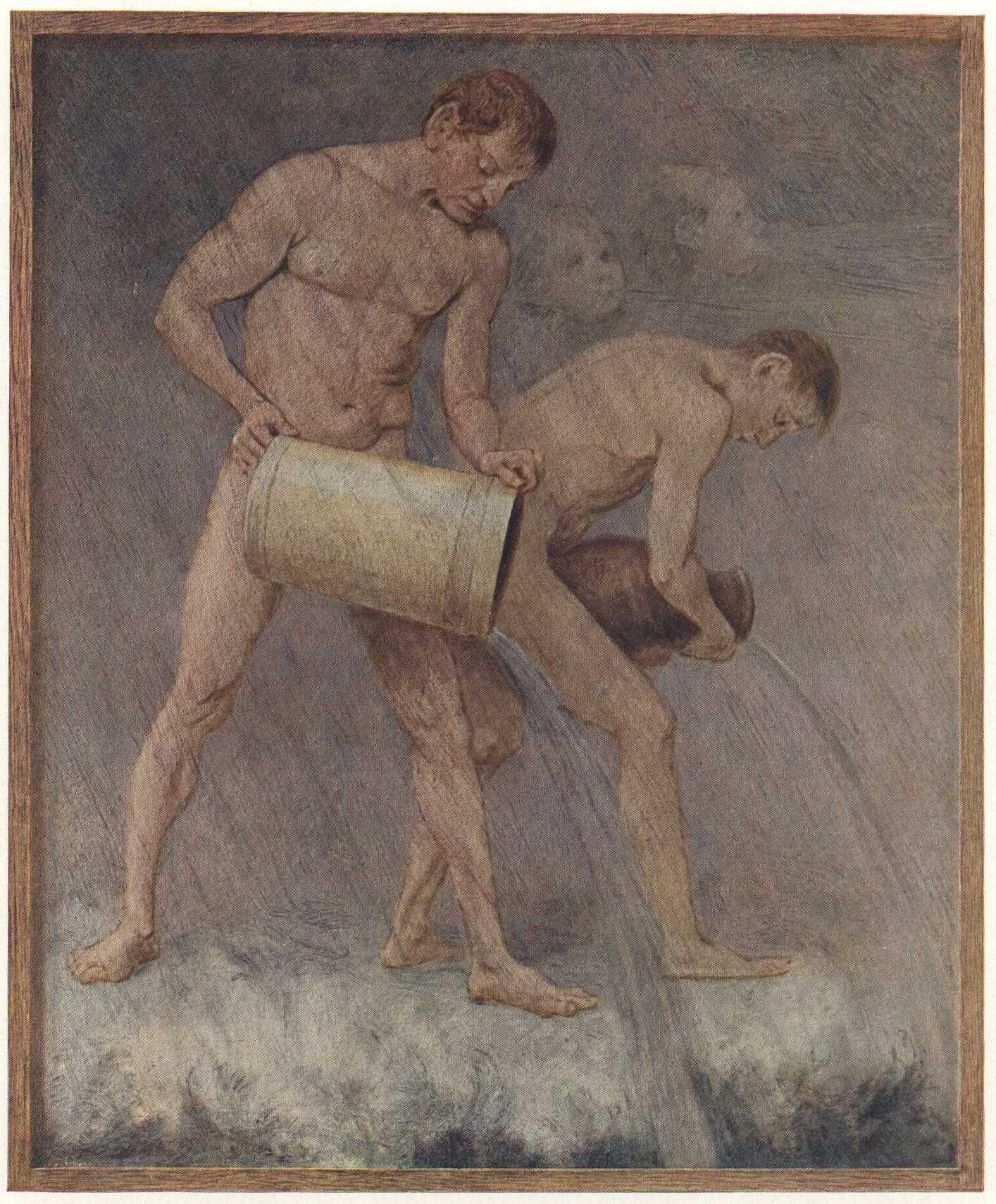
Gemälde November aus dem Zyklus Festkalender, von Hans Thoma (ca. 1907)

Der November ist der elfte Monat des Jahres im gregorianischen Kalender. Er hat 30 Tage. Der November beginnt mit demselben Wochentag wie der März und außer in Schaltjahren auch wie der Februar.

## Etymologie
Alte deutsche Namen für die lateinische Bezeichnung November sind Windmond (eingeführt von Karl dem Großen im 8. Jahrhundert), Wintermonat und Nebelung. Aufgrund der zahlreichen Anlässe des Totengedenkens trägt der November auch die Bezeichnung Trauermonat.
In den Niederlanden wurde der Monat auch Schlachtmond (slachtmaand) genannt, da zu dieser Zeit das Einschlachten der Schweine üblich war. Ferner hat man Jagdmond (jachtmaand), Blutmonat (bloedmaand) oder andere Ausdrücke verwendet.
Im römischen Kalender war der November ursprünglich der neunte Monat (lat. novem = neun). Im Jahr 153 v. Chr. wurde der Jahresbeginn allerdings um zwei Monate vorverlegt, sodass die direkte Beziehung zwischen Name und Monatszählung verloren ging. Dies wird manchmal bei der Übertragung der früher oft verwendeten lateinischen Datumsangaben vergessen. Unter Kaiser Commodus wurde der Monat in Romanus umbenannt, nach dem Tod des Kaisers erhielt er aber wieder seinen alten Namen zurück.

## Besondere Feiertage und Feste im deutschen Sprachraum
Im Kirchenjahr gilt der November als ein Monat der Besinnung und des Gedenkens.
Allerheiligen gedenkt die römisch-katholische Kirche aller ihrer Heiligen, dieser Gedenktag wird immer am 1. November begangen. Darauf folgt am 2. November Allerseelen, an dem die römisch-katholische Kirche der Verstorbenen gedenkt.
Der 11. November ist der sog. Martinstag, ein Festtag der römisch-katholischen Kirche zu Ehren ihres Heiligen Martin von Tours. Ebenfalls am 11.11. um 11:11:11 Uhr wird die neue Kampagne im Karneval ausgerufen.
Neben dem Martinstag sind der Hubertustag am 3. November und der Leonhardstag (Leonhardsritt) am 6. November  zwei weitere Heiligenfeste im November die mit besonderem Brauchtum verbunden sind welches bis heute noch zelebriert wird.
Der Volkstrauertag wird immer zwei Sonntage vor dem 1. Advent begangen und ist der Gedenktag für die gefallenen deutschen Soldaten der beiden Weltkriege.
Am Mittwoch zwischen Volkstrauertag und Totensonntag liegt der Buß- und Bettag, ein Feiertag der evangelischen Kirche, an welchem man sich wieder mehr Gott zuwenden soll.
Einen Sonntag vor dem 1. Advent liegt der Totensonntag, an dem die evangelische Kirche der Verstorbenen gedenkt. Die katholische Kirche feiert an diesem Tag den Christkönigssonntag.
Der 1. Advent liegt in vier von sieben Fällen im November. Mit dem 1. Advent beginnt die Adventszeit und das Warten auf Weihnachten.
Der Sonntag vor dem 1. Advent bildet auch den letzten Sonntag des Kirchenjahres. Der letzte Tag des Kirchenjahrs liegt jedoch, gemäß der  kirchlichen Wochendefinition (abweichend von der DIN-Norm), am darauffolgenden Samstag; dieser kann damit spätestens am 2. Dezember liegen, in 5 von 7 Fällen liegt er aber im November.

## Tierkreiszeichen
Im November dominiert das Tierkreiszeichen bzw. Sternzeichen des Skorpions (24.10. bis 22.11.), gegen Ende des Monats geht es zum Schützen (23.11. bis 21.12.) über.

## Klima
Die Durchschnittstemperatur der Erde in Bodennähe hatte ihren November-Höchststand seit Beginn der Messungen im Jahr 1881 vorerst im November 2013. Der Temperaturdurchschnitt habe 0,78 °C über dem Durchschnitt von 12,9 °C gelegen. Im 37. Jahr in Folge war der November damit wärmer als im Durchschnitt des 20. Jahrhunderts; der letzte kühlere ereignete sich 1976.
Zudem war es der 345. Monat in Folge, der über dem Jahrhundertschnitt lag. Mit einer durchschnittlichen Oberflächenlufttemperatur von 14,22 °C war der November 2023 der bisher wärmste Novembermonat seit Beginn der Messungen. Zuvor war der November 2020 der wärmste (0,8 °C wärmer als der Mittelwert von 1981 bis 2010, siehe auch globale Erwärmung).
November ist auch die Bezeichnung für das „N“ im ICAO-Alphabet.
Der November 2015 in Deutschland war der damals wärmste November seit Beginn der Wetteraufzeichnungen. Der Durchschnittswert erreichte +7,5 °C und lag damit um +3,5 °C über dem vieljährigen Mittelwert von +4 °C. Der kälteste November wurde 1858 verzeichnet; er hatte eine Mitteltemperatur von −0,8 °C. Die kälteste in einem November in Deutschland erreichte Temperatur war −25,9 °C (am 28. November 1915 über der Zugspitze). Der zweitkälteste Wert wurde am 23. November 1858 über der Sternwarte in Jena registriert (−24,4 °C).